# MagicGate

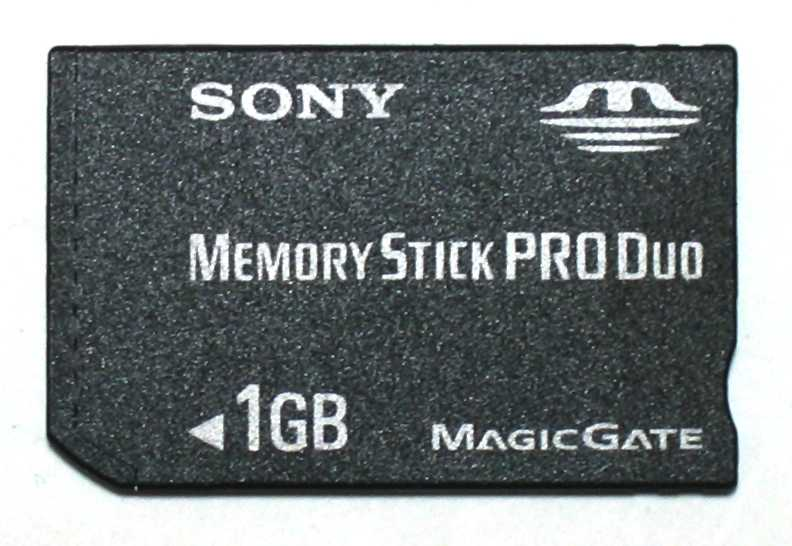
Memory Stick com a tecnologia MagicGate.

MagicGate é uma tecnologia de gestão de direitos digitais (em inglês Digital rights management ou DRM) criada pela Sony em 1999 como parte da Secure Digital Music Initiative (SDMI). Funciona criptografando o conteúdo do dispositivo em parceria com um chip MagicGate tanto no dispositivo de armazenamento quanto no seu leitor/gravador para controlar a cópia dos arquivos armazenados.
A criptografia MagicGate é utilizada nos cartões de memória do Playstation 2 e, a partir de 2004, está presente em todos os produtos Memory Stick da Sony. Alguns aparelhos, como os Network Walkman, somente aceitam cartões de memória que sejam compatíveis com a tecnologia MagicGate.
Todos os cartões Memory Stick Duo equipados com MagicGate podem ser identificados por um logo localizado na próximo a uma das bordas do cartão.

## Suporte

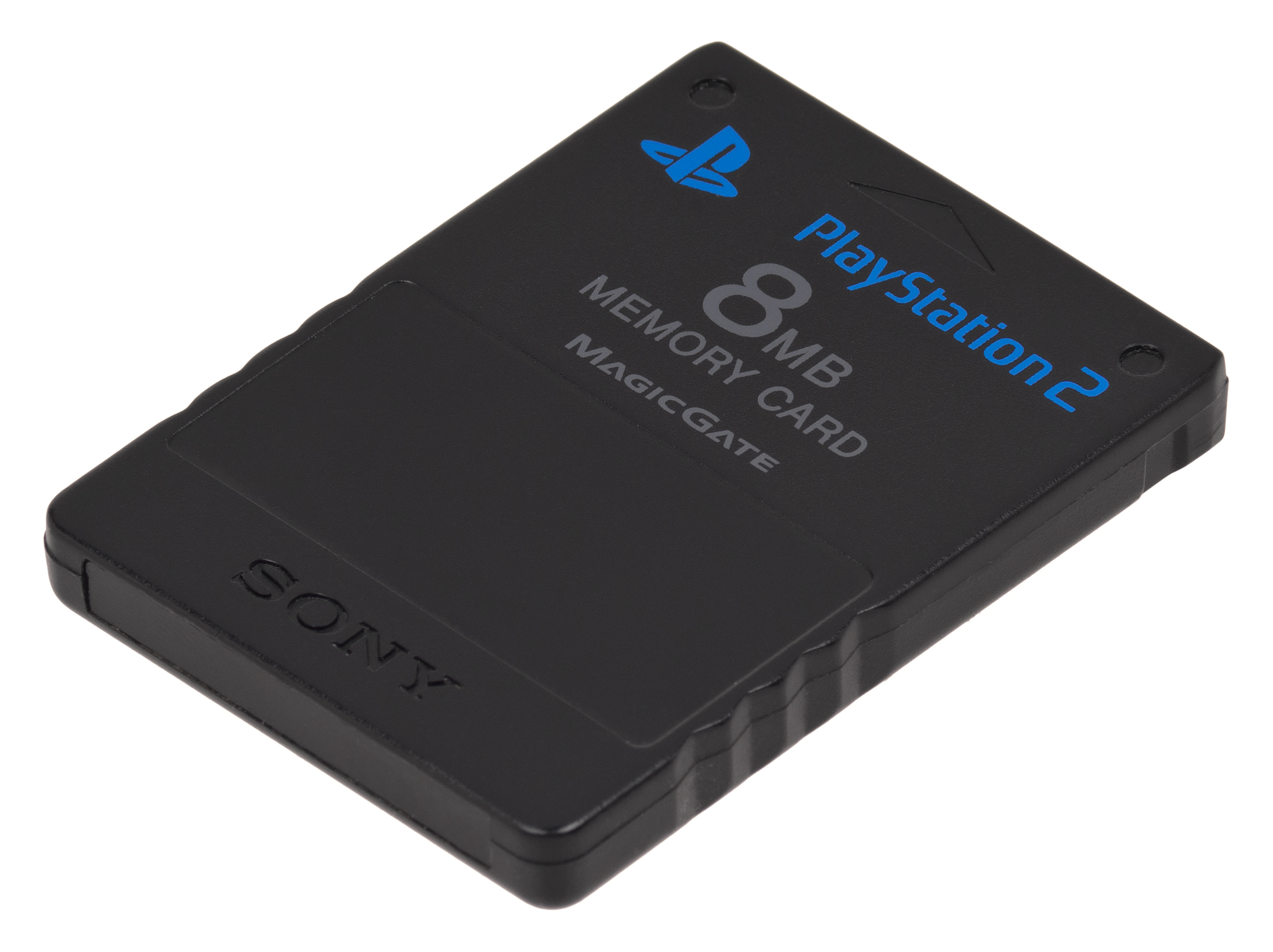
Cartão de memória do PlayStation 2 com tecnologia MagicGate.

Poucos leitores de cartão compatíveis com a tecnologia Memory Stick suportam atualmente a funcionalidade MagicGate. 
Muitos fabricantes listam a compatibilidade com Memory Stick Pro/Pro Duo utilizando a abreviação (MG) (MagicGate), contudo não necessariamente estes leitores suportam a funcionalidade da tecnologia MagicGate . Logo tenha cuidado ao comprar um leitor de cartões para uso com o dispositivos como o SonicStage, com exceção dos telefones da Sony Ericsson.
Atualmente todos os dispositivos suportam a tecnologia MagicGate DRM (Verão de 2007):
- Muitos notebooks e desktops Sony VAIO compatíveis com cartões Memory Stick.
- PlayStation 2
- PlayStation 3
- PlayStation Portable – O modo de engenharia é acessível apenas através de memory sticks que suportam a tecnologia MagicGate.
- MSAC-US40 USB Memory Stick Card Reader/Writer.

Dispositivos da sony que não suportam MagicGate DRM (Verão de 2007):
- VGP-MCA10 PCMCIA Card Reader/Writer
- Sony 17 in 1 Card Reader/Writer MRW62E/S1/181
- A maioria dos Memory Stick Reader/Writers de terceiros
- Câmeras Sony AVCHD como por exemplo HDR-UX5/UX7

### State of DRM
Até Junho de 2009, o futuro da tecnologia MagicGate DRM era desconhecido. Sony Electronics anunciou em Março de 2008, que o padrão seria abandonado a favor do padrão Windows Media Audio e Windows Media DRM, no entanto, eles não anunciaram oficialmente planos para continuar com serviçoes de música utilizando Windows Media DRM music service. O desenvolvimento contínuo do SonicStage software versão 4.3 e suporte ao MagicGate DRM é também desconhecido.